# Francesco Piranesi
Francesco Piranesi (Roma, 4 aprile 1758 – Parigi, 23 gennaio 1810) è stato un architetto, incisore e politico italiano.

## Biografia
Figlio del grande architetto e incisore italiano Giovanni Battista Piranesi e Angela Pasquini, figlia del giardiniere del Principe Corsini, dal padre apprende, come la sorella Laura l'arte incisoria e, quando l'età glielo consente, intorno al 1775, collabora, come gli altri aiuti di bottega, all'incisione di rami sotto la sua supervisione. Studiò architettura con Pierre-Adrien Pâris, paesaggio con i fratelli Jacob Philipp e Johann-Gottlieb Hackert, e incisione con Cunego e Volpato. Nel 1770, undicenne, seguì il padre in una visita a Pompei, Paestum ed Ercolano. Vi ritorna una seconda volta nella primavera del 1778, a 19 anni, al seguito del padre. Facevano parte del gruppo l'incisore e collaboratore Benedetto Mori e l'architetto romano Augusto Rosa considerato l'inventore della "Felloplastica" ossia l'arte di costruire modelli in sughero di monumenti antichi. Giovan Battista fa una serie di disegni preparatori e Francesco porterà a termine la serie dedicata a Paestum rimasta incompiuta aggiungendo alcune tavole nelle ristampe postume delle opere di Giovan Battista, e, tre anni dopo la morte del padre (9 novembre 1778) assumerà la conduzione della calcografia.
Nel 1780 incide il primo volume della Raccolta de' tempj antichi e inizia una serie dedicata alle Antiche statue, busti, vasi e frammenti, su disegni di Tommaso Piroli e di altri.
Nel 1783 pubblica il volume Il teatro di Ercolano, dedicandolo a Gustavo III di Svezia, che conobbe nel 1783 in occasione della sua visita a Roma. Da questi ebbe incarichi diplomatici allo scopo di sviluppare i rapporti commerciali e artistici fra la Svezia e lo Stato Pontificio. Suo primo incarico fu la ricerca negli archivi vaticani di documenti riguardanti la Regina Cristina di Svezia. A seguito di questi rapporti artistico-commerciali cedette parte dei marmi della collezione di famiglia al costruendo museo di Stoccolma a fronte di una pensione annua.
Nel 1785 pubblica Monumenti degli Scipioni.
Sempre nel 1785, attraverso la mediazione dell'antiquario Carl Fredrik Fredenheim, vende a re Gustavo III di Svezia 96 marmi del museo paterno custoditi nella casa-bottega di Palazzo Tomati. Solo nel 1792 fornirà una "esatta" descrizione dei pezzi venduti e da allora conservati al Museo di Antichità Gustavo III di Stoccolma. 
Nel 1786 incide "Veduta del Prato della Valle" su disegno di Joseph Subleyras commissionata dal Governatore Veneziano Andrea Memmo allo scopo di raccogliere sovvenzioni per ornare di statue la piazza padovana e pubblica Collezione delle più belle statue di Roma su disegni del Piroli e altri.
Nel 1790 pubblica il secondo volume della Raccolta de' tempj antichi dedicato al Pantheon.
Nel 1792 Gustavo III cade vittima di un attentato e in Svezia assume la reggenza il fratello Carlo di Sudermania, zio dell'erede al trono ancora minorenne. Nel 1793 Francesco viene coinvolto dalla nuova reggenza in un'operazione di spionaggio nei confronti dell'ambasciatore svedese alla corte di Napoli barone Armfelt accusato di tramare contro il governo svedese e che si conclude nel 1794 con la cattura e la carcerazione degli agenti da lui inviati a Napoli per compiere la missione e con l'accusa rivoltagli dal governo napoletano di aver tramato per uccidere il dignitario svedese. Si difese da quest'accusa facendo circolare clandestinamente l'opuscolo "Lettera di Francesco Piranesi al generale Acton", redatto da Vincenzo Monti. L'Acton rispose con una lettera diffamatoria nei confronti di Francesco e dei suoi agenti, uno dei quali, Vincenzo Mori, terminerà i propri giorni in carcere mentre Pietro Pasquini, lo zio materno, sarà forse liberato con la venuta a Napoli dei francesi; il terzo agente, un suo collaboratore di bottega, l'incisore Benedetto Mori, riuscì a evitare la cattura trovando rifugio a Roma in casa di Francesco.
Nel gennaio 1793 Francesco riceve l'incarico di curare il soggiorno della principessa Sofia Albertina, sorella di Gustavo III che giunge in visita a Roma. Francesco l'accompagna nelle sue visite romane e a Tivoli, Albano, Genzano e Castel Gandolfo. Di questo soggiorno è incaricato di scrivere una cronaca che verrà pubblicata col titolo "Ragguaglio ossia giornale della venuta e permanenza in Roma di S.A.R. Sofia Albertina Principessa di Svezia".
Nel 1796 Gustavo IV Adolfo di Svezia, divenuto maggiorenne, assume la reggenza. Nel 1797 Francesco stringe amicizia con Giuseppe Bonaparte, nominato ambasciatore a Roma e si offre a Gustavo Adolfo per intercedere presso di lui a favore degli interessi svedesi, ma nel gennaio 1798 il re revoca a Francesco tutti gli incarichi diplomatici. Francesco restituisce le credenziali e rifiuta l'offerta di continuare a percepire la pensione dovutagli per la cessione dei marmi al museo di Stoccolma chiedendo un risarcimento per i costi da lui sostenuti per la missione napoletana. Nel febbraio 1798 viene instaurata la Repubblica Romana, cui aderisce Francesco ricoprendovi varie cariche pubbliche: fu direttore della polizia e poi commissario per l'amministrazione delle finanze. Caduta questa nel settembre 1799, Francesco, assieme al fratello Pietro, emigra esule a Parigi trasferendovi i rami della calcografia.
Grazie al suo grande prestigio e all'appoggio di Giuseppe Bonaparte si guadagnò l'interessamento di Tayllerandt che sollecitò aiuti governativi a suo favore. Il governo francese gli affidò incarichi commerciali e artistici e lo agevolò nelle sue iniziative. Fondò la calcografia Piranesi Frères (la cui prima sede fu l'Hotel de Bullion, rue de l'université 296) ristampando i rami portati da Roma e iniziò una produzione di terrecotte a imitazione dei vasi antichi cosiddetti "etruschi" e vasi da giardino a Morfontaine in un complesso manifatturiero messogli a disposizione da Giuseppe Bonaparte, chiamando a operarvi vari artisti dall'Italia.
Dal 1804 al 1807 incide Antiquités de la Grande-Grèce in tre tomi su disegni del padre, propri, e la collaborazione di Piroli e altri, sua ultima opera.
Nel 1807, il fratello Pietro esce dalla società facendosi liquidare la sua parte di eredità e torna a Roma. Le molteplici attività di Francesco, fra cui la pubblicazione di una rivista d'arte e l'istituzione di un'accademia d'arte (che ebbe però vita breve e che in un resoconto dell'artista Maria Cosway risultava essere deludente nei risultati e le non chiare finalità), richiesero ingenti investimenti finanziari, ma avversità di mercato lo ridussero in stato fallimentare e nella più penosa indigenza aggravata da un ingente furto subito. Vessato e minacciato ogni giorno dai creditori si vide costretto a dare in pegno dei rami. Della situazione fallimentare delle imprese di Francesco fu presentato un rapporto a Napoleone. Lo Stato francese tentò un suo salvataggio, soprattutto per preservare la calcografia ritenuta la più importante d'Europa, a condizione che Francesco si occupasse esclusivamente della calcografia e il 4 dicembre 1809 un decreto imperiale autorizzava il ministro dell'interno ad acquistare la calcografia Piranesi per 300.000 franchi da distribuire ai creditori, ma Francesco morì improvvisamente il 23 gennaio 1810. Nell'elogio funebre ci si rammarica dell'assenza del fratello Pietro.
Nel 1811 il governo, che aveva incamerato i rami, ne fece un inventario stimandone il valore in soli 106.000 franchi. Non addivenendo ad un accordo coi creditori, li mise a loro disposizione. Nel 1819 la stampa fu ripresa dai nuovi rappresentanti della calcografia: il libraio L. Lamy e lo stampatore V. Cussac, che stamparono, su prenotazione, un'edizione di "opere scelte" composta da 110 dispense con periodicità mensile di 10 fogli ciascuna. Nel 1829 Lamy e Cussac decidono l'alienazione dei rami.
Nel 1835 viene annunciata la vendita all'asta dei rami in virtù di una sentenza del tribunale di commercio della Senna per il giorno di mercoledì 8 aprile 1835 all'ora di mezzogiorno. I rami messi all'asta furono conteggiati in 2.202. Era consentito esaminarne lo stato presso i giudici fallimentari. Furono acquistati dalla casa editrice Firmin-Didot che dopo averli numerati in un'unica serie ne fece una ristampa completa. Nel 1839 furono infine acquistati dalla Calcografia Camerale (oggi Istituto Nazionale per la Grafica), per interessamento di Papa Gregorio XVI, tornando definitivamente a Roma.